# Jalen Wilson
Jalen Derale Wilson (Arlington, Texas; 4 de noviembre de 2000) es un baloncestista estadounidense que pertenece a la plantilla de los Brooklyn Nets de la NBA. Con 1,98 metro de estatura, juega en la posición de alero o ala-pívot. 

## Trayectoria deportiva

### Universidad
Jugó cuatro temporadas con los Jayhawks de la Universidad de Kansas, en las que promedió 14,2 puntos, 7,7 rebotes y 2,0 asistencias por partido. El 8 de noviembre de 2019 sufrió una fractura de tobillo contra UNC Greensboro en el segundo partido de su carrera. Se perdió el resto de la temporada y se le otorgó la "red shirt" médica después de someterse a una cirugía.
En 2022 se proclamó junto con su equipo Campeón de la NCAA tras derrotar en la final a North Carolina, en un partido en el que fue el máximo anotador de su equipo, con 15 puntos.
En su temporada júnior fue elegido Jugador del Año de la Big 12 Conference, y ganó además el Premio Julius Erving al mejor alero del país, tras promediar esa temporada 20,1 puntos, 8,3 rebotes y 2,2 asistencias por partido.

#### Estadísticas
| Año     | Equipo | PJ | PT | MPP  | %TC  | %3P  | %TL  | RPP | APP | ROB | TPP | PPP  |
| ------- | ------ | -- | -- | ---- | ---- | ---- | ---- | --- | --- | --- | --- | ---- |
| 2019–20 | Kansas | 2  | 0  | 1.0  | .000 | .000 | .000 | .0  | .0  | .0  | .0  | .0   |
| 2020–21 | Kansas | 29 | 26 | 28.3 | .414 | .333 | .630 | 7.9 | 2.0 | .4  | .3  | 11.8 |
| 2021–22 | Kansas | 37 | 27 | 29.4 | .461 | .263 | .722 | 7.4 | 1.8 | .9  | .4  | 11.1 |
| 2022–23 | Kansas | 26 | 26 | 34.9 | .423 | .358 | .710 | 8.2 | 2.6 | .9  | .5  | 20.3 |
| Total   | Total  | 75 | 60 | 28.7 | .435 | .298 | .690 | 7.6 | 2.0 | .7  | .3  | 12.2 |

### Profesional
Fue elegido en la quincuagésimo primera posición del Draft de la NBA de 2023 por los Brooklyn Nets, con quienes firmó un contrato dual el 5 de julio. Debutó en la NBA el 1 de noviembre ante Miami Heat.
El 1 de marzo de 2024 convirtió su contrato en estándar, y finalizó la tremporada disputando 43 encuentros con el primer equipo, tres de ellos como titular.

## Estadísticas de su carrera en la NBA

### Temporada regular
| Año     | Equipo   | PJ  | PT | MPP  | %TC  | %3P  | %TL  | RPP | APP | ROB | TPP | PPP |
| ------- | -------- | --- | -- | ---- | ---- | ---- | ---- | --- | --- | --- | --- | --- |
| 2023-24 | Brooklyn | 43  | 3  | 15.4 | .425 | .324 | .826 | 3.0 | 1.0 | .3  | .1  | 5.0 |
| 2024-25 | Brooklyn | 79  | 22 | 25.7 | .397 | .337 | .818 | 3.4 | 1.8 | .5  | .1  | 9.5 |
| Total   | Total    | 122 | 25 | 22.1 | .403 | .335 | .820 | 3.3 | 1.6 | .4  | .1  | 7.9 |